# Хесиод
Хесиод (Ἡσίοδος) је старогрчки песник из VIII века п. н. е. Аутор је Теогоније, спева који представља главни извор за грчку митологију. Први је песник који о себи даје биографске податке. Не зна се кад је тачно живио. Претпоставља се да је нешто млађи од Хомера и да је његово стваралаштво било у пуној снази крајем 8. века п. н. е.

## Дела
Мада су многи писали да Хесиод није ни постојао, многи аутори су и доказали да два дела сигурно припадају Хесиоду:
- „Теогонија” (1022 хексаметра)
- „Послови и дани” (828 хексаметара)

„Теогонија” у техничком смислу - метрика - је његово најбоље дело, иако је настало знатно раније него „Послови и дани” будући да ово дело одражава пуну песничку снагу и зрелост Хесиода.
Хесиоду се још приписују и дело „Штит Хераклов”, који се састоји од 480 хексаметара.
„Штит Хераклов” је неуспешна имитацијаи Хомеровог списа „Ахиловог штита“, али, за разлику од „Ахиловог штита“, ово дело Хесиода описује ратне демоне и ратне ужасе.

### Теогонија
Теогонија спада међу прве грчке митолошке синтезе које расправља о постанку света („Космогонија”), као и о родослову богова. У свом делу, Хесиод покушава афирмисати Зевса који после победе над Титанима постаје свемогући чувар правде и врховни бог Олимпа.
На завршетку „Теогоније” Хезиод је најавио своју нову песму која ће испевати стихове о женама које су као љубавнице богова родиле, јунаке хероје, славно потомство. Вероватно због тога, дело - песма „Каталог жена” се често приписивала њему.
„Каталог жена” је имао пет књига чији садржај чине велик број митолошких прича из различитих крајева Грчке.

### Послови и дани
У спеву „Послови и дани”, Хесиод наводи да му је отац напустио еолску Киму у Малој Азији те да се он након тога населио у беотском селу Аскри.
После очеве смрти, са својим братом Перзом водио је судску парницу око наследства, али је спор изгубио јер је његов брат поткупио судије. После суђења брат је потрошио сав новац и био је спреман да поново поведе парницу. Такав редослед догађаја даје право и повод Хезиоду, да у поеми, он свога брата посаветује да ради и да започне честит живот.
Не зна се шта се тачно даље дешавало са Хезиодом, а ни где је живио, али, највероватније он се бавио пољопривредом и своје искуство уткао у поему.
Од аутобиографских података може се још сазнати и то да је у Халкиди на Еубеји, на такмичењу песника, поводом Амфидамантове сахране освојио троног који је посветио хеликонским Музама.
„Послови и дани” је поема о рада, и написана је као опомена брату пијаници Перзу којем песник даје низ савета како ће почети живети на частан начин.
Из мита о Прометеју, Пандори и мита о пет родова људи:
- Златном роду
- Сребрном роду
- Бронзаном роду
- Гвозденом роду
- Роду полубогова

Хесиод изводи мисао из које се види да је некад, у прошлости живот био безбрижан и сретан, насупрот његовом времену где је све горко и опоро:
О камоли среће да нисам дионичар петога рода
Већ да сам пре умро ил' да сам касније рођен
Ово је гвоздено племе и њега никада неће
Дневна минути мука и туга, па ни по ноћи.
Савети брату, који су мото Хесиодово дела, могу се свести у само две реченице заповести:
- Беде се човек може ослободити моралном енергијом и радом.
- Ради и буди праведан.

Рад и правда су темељ морала по Хесиоду. До детаља се описују оруђа и сви послови ратарске године, уплеће се низ практичних правила за живот и реалистички описи природе (описи годишњих доба), а поема се завршава разматрањем сречних и несрећних дана за поједине послове.
Хесиод има песимистички поглед на живот. Он критикује савремено друштво и слави изнад свега рад и само рад.
Садржај поеме је антихеројски и ратарски. Изражава се сликовито, у стилу народних пословица, а фразе су му кратке и језгровите.